# Dateninstitut
Das deutsche Dateninstitut ist eine im Aufbau befindliche Behörde des Bundes zur Förderung der Datennutzung und Datenverfügbarkeit. Das Institut soll eine zentrale Anlaufstelle für Akteure aus Wirtschaft, Wissenschaft, Staat/Verwaltung, Politik und Zivilgesellschaft bilden, interdisziplinär Knowhow bündeln und praxisnah Methodenkompetenz zur Verfügung stellen.

## Erste Konzeptionen
Im Koalitionsvertrag der Ampel-Regierung wurde 2021 vereinbart, dass „ein Dateninstitut Datenverfügbarkeit und -standardisierung vorantreiben, Datentreuhändermodelle und Lizenzen etablieren“ soll. Diese Formulierung geht auf eine Initiative von 2019 für die Gründung eines deutschen Open Data Instituts (ODI) nach britischem Vorbild zurück. Eine Gründungskommission bestehend aus Nicole Büttner (Bundesverband Deutsche Startups), Stefan Heumann (Stiftung Neue Verantwortung), Andreas Peichl, Louisa Specht-Riemenschneider und Katja Wilken stellte im Dezember 2022 auf dem Digital-Gipfel eine Konzeption für den Aufbau und die Methodik des Dateninstituts auf und formulierte sieben Missionen:
- die Förderung von Datenteilen und Datenauswertung über Sektorengrenzen hinweg,
- die Entwicklung von Governance-Modellen (finanziell, technisch, organisatorisch und rechtlich) zum Datenteilen,
- die Generierung und Aufbereitung von Wissen und Praxiserfahrung im Bereich des Datenteilens und der Datennutzung mit dem Ziel, daraus für die Gesamtgesellschaft relevante Lösungen abzuleiten,
- die Entwicklung gemeinwohlorientierter Lösungen für gesellschaftlich und/oder politisch relevante Probleme,
- die Ermöglichung noch stärker daten- bzw. evidenzbasierter politischer Entscheidungen (z. B. durch Transparenz darüber, wie Daten genutzt werden können),
- die Etablierung von Datentreuhandmodellen und die Bereitstellung von Open Data nach den FAIR-Prinzipien,
- die Entwicklung und Skalierung von datenbasierten Geschäftsmodellen sowie die darauf aufbauende Erarbeitung von Vorschlägen für nachhaltige und dauerhafte Nutzbarkeit, Qualitätssicherung und Pflege derselben.

Kritisiert wurde, dass es in der Gründungskommission an Expertise in den Bereichen Infrastruktur, Standardisierung und Recht gefehlt habe.

## Umsetzung
Im Mai 2023 wurden die ersten Haushaltsmittel freigegeben, um im Wirtschaftsministerium, Innenministerium und Forschungsministerium mit der konkreten Planung des Instituts zu beginnen. In den Jahren von 2023 bis 2025 sind jeweils 10 Millionen Euro angesetzt.
Im April 2024 fand das Kick-Off für die Gründung des Dateninstituts in Berlin statt. Dabei wurden drei ineinandergreifende Module, die zwei Pilot-Use-Cases und ein Verhandlungsverfahren zur Gründung des Dateninstituts umfassen, gestartet. Die zwei Use-Cases sind Post-Covid und Energie, die separat ausgeschrieben wurden und auf die sich Interessierte bewerben können, um dann in Konkurrenz zueinander prototypisch zu arbeiten.
Bis zum 4. Juli 2024 lief die Frist für Bewerbungen für Konditionierung, Gründung und Betrieb des Dateninstituts. Wikimedia Deutschland und die Open Knowledge Foundation Deutschland entschieden sich gegen eine Teilnahme an dem Bewerbungsverfahren.